# Vojtěch Jasný
Vojtěch Jasný (Kelč, 30 de noviembre de 1925 - Přerov, 15 de noviembre de 2019) fue un director de cine, guionista y profesor chevo que escribió y dirigió más de 50 películas. Jasný realizó largometrajes y documentales en Checoslovaquia, Alemania, Austria, Estados Unidos y Canadá. Sus obras más recordadas fueron las películas Až prijde kocour y Všichni dobří rodáci, con las que ganó premios en el Festival Internacional de Cine de Cannes. Además de su carrera cinematográfica, dio clases de dirección en escuelas de cine de Salzburgo, Viena, Múnich y Nueva York.

## Biografía
Jasný nació en Kelč, Checoslovaquia el 30 de noviembre de 1925. Su padre era profesor. En 1929 su padre compró un proyector de cine para un club sokol local, que proporcionó la primera introducción de Jasný en el cine. Después de ver La petite marchande d'allumettes de Renoir decidió convertirse en cineasta. Durante su adolescencia hizo películas aficionadas con una cámara de 9 mm. Durante la Segunda Guerra Mundial, su padre fue arrestado y enviado en Auschwitz donde murió en 1942. Después de la guerra, Jasný fue a estudiar filosofía y lengua rusa, pero pasó a estudiar cine en la reciente fundada FAMU en 1946. Sus profesores fueron Karel Plicka, Vsevolod Pudovkin y los residentes Cesare Zavattini y Giuseppe De Santis. Desde 1950 dirigió muchos documentales con Karel Kachyňa. Sus películas Touha y Až prijde kocour fueron nominadas a la Palma de Oro. En 1968 dirigió Všichni dobří rodáci que ganó el premio al mejor director en el Festival Internacional de Cine de Cannes de 1969.
Después de la invasión de Checoslovaquia por el Pacto de Varsovia de 1968 decidió abandonar el país. Jasný hizo cine y enseñó en escuelas de cine a Austria, RFA y Yugoslavia hasta trasladarse a Brooklyn a principios de los años ochenta. En EE. UU., Jasný impartió clases de dirección de cine en la Universidad de Columbia, en la Escuela de Artes Visuales y en la Academia de Cine de Nueva York y hacer diversos documentales sobre Checoslovaquia. Su último largometraje Return to Paradise Lost lo dirigió en 1999.
En 2009 Arkaitz Basterra Zalbide hizo un documental sobre Jasný titulado Life and Film (The Labyrinthine Biographies of Vojtěch Jasný) que se publicó después como libro.

## Filmografía

### Cinema
| Año  | Título original            | Título en España                       |
| ---- | -------------------------- | -------------------------------------- |
| 1954 | Neobycejná léta            |                                        |
| 1956 | Bez obav                   |                                        |
| 1957 | Zářijové noci              |                                        |
| 1957 | Anděla                     |                                        |
| 1958 | Touha                      |                                        |
| 1960 | Prezil jsem svou smrt      |                                        |
| 1961 | Procesí k panence          |                                        |
| 1963 | Až prijde kocour           | El gato de Cassandra (Un día, un gato) |
| 1966 | Dýmky                      |                                        |
| 1968 | Všichni dobří rodáci       |                                        |
| 1976 | Fluchtversuch              |                                        |
| 1976 | Opiniones de un payaso     | Ansichten eines Clowns                 |
| 1985 | The Peanut Butter Solution |                                        |
| 1987 | El gran mundo invisible    | The Great Land of Small                |
| 1999 | Return to Paradise Lost    |                                        |

### Televisión
- 1969: Warum ich Dich liebe
- 1970: Nicht nur zur Weihnachtszeit — (basado en Nicht nur zur Weihnachtszeit de Heinrich Böll)
- 1972: Der Leuchtturm — (basado en una historia de Ladislav Mňačko)
- 1972: Nasrin oder Die Kunst zu träumen — (basado en una obra de Herbert Asmodi)
- 1974: Der Kulterer — (basado en Der Kulterer de Thomas Bernhard)
- 1974: Frühlingsfluten — (basado en Torrents of Spring)
- 1975: Des Pudels Kern — (guion de Ludvík Aškenazy)
- 1976: Alexander März — (guion de Heinar Kipphardt)
- 1976: Bäume, Vögel und Menschen
- 1977: Fairy — (guion de Lotte Ingrisch)
- 1977: Mein seliger Onkel
- 1977: Die Rückkehr des alten Herrn
- 1978: Die Freiheiten der Langeweile — (guion de Dieter Wellershoff)
- 1979: Die Stühle des Herrn Szmil — (basado en una obra de Heinar Kipphardt)
- 1979: Die Nacht, in der der Chef geschlachtet wurde — (basado en una obra de Heinar Kipphardt)
- 1980: Gospodjica como Das Fräulein) — (basado en una novela de Ivo Andrić)
- 1980: Ehe der Hahn kräht — (basado en una obra de Ivan Bukovčan)
- 1980: Die Einfälle der heiligen Klara — (basado en una obra de Jelena y Pavel Kohout)
- 1982: Wir — (basado en Mi, de Ievgeni Zamiatin).
- 1983: Es gibt noch Haselnußsträucher — (basado en Il y a encore des noisetiers de Georges Simenon)
- 1984: Bis später, ich muss mich erschießen — (basado en Samoubitsa)
- 1984: Der blinde Richter (serie de televisión de John Fielding, 13 episodis) — (guion de Günter Kunert)

## Premios y distinciones
Festival Internacional de Cine de Cannes
| Año  | Categoría                                     | Película             | Resultado |
| ---- | --------------------------------------------- | -------------------- | --------- |
| 1959 | Premio a la mejor selección de Checoslovaquia | Touha                | Ganador   |
| 1963 | Gran Premio del Jurado                        | Až přijde kocour     | Ganador   |
| 1969 | Gran Premio Técnico - Mención especial        | Všichni dobří rodáci | Ganador   |

Festival Internacional de Cine de San Sebastián
| Año  | Categoría                            | Película               | Resultado |
| ---- | ------------------------------------ | ---------------------- | --------- |
| 1976 | Concha de Plata a la mejor dirección | Opiniones de un payaso | Ganador   |